# Дуплекс (недвижимость)
Дуплекс (англ. duplex) — вид недвижимости, который относится к категории домов и очень похож на таунхаус, но отличается тем, что приспособлен на проживание не более двух семей. Как правило, обе части дуплекса имеют свой отдельный выход и имеют два, иногда три, этажа. В таком жилище общим является лишь крыша и одна внутренняя стена.

## Различие понятий по странам

### В России
Строительство дуплексов в России непопулярно, но если все же встречаются, то их называют таунхаусами.

### В США
В таких густонаселенных районах, как Манхэттен и центр Чикаго, дуплекс или двухуровневая квартира означает мезонет — единое жилое помещение, расположенное на двух этажах, соединенных внутренней лестницей. В свою очередь, триплекс — квартира, расположенная на трёх этажах. Такая недвижимость может быть достаточно дорогой, например, самый дорогой объект недвижимости на Манхэттене по состоянию на 2006 год (по данным журнала Forbes) — триплекс на вершине отеля The Pierre. В этом контексте квартира, расположенная только на одном этаже, может называться симплексом.

### В Турции
В Турции дуплекс — это многоуровневые апартаменты, которые могут располагаться на любом из этажей (кроме верхнего) в многоквартирном строении и не имеют отдельного входа с улицы. Исключение составляют квартиры на первом этаже, где есть свой вход со двора. Средняя площадь колеблется от 100 до 200 м². Пентхаусы считаются престижными и дорогими объектами. Они возводятся на последних этажах здания и имеют огромную террасу. Они могут комплектоваться бассейном прямо на крыше, зимним садом, зоной для барбекю и т. д. Территория составляет всегда более 100 м².

## В других странах
В Великобритании и ряде других стран дуплексы очень популярны, но, в отличие от Северной Америки, они представляют собой двухэтажные квартиры в многоэтажных жилых домах с внутренней лестницей. Дуплекс может быть расположен на любых этажах, кроме верхних. На верхних этажах такой дуплекс уже будет называться пентхаусом.